# Richard Bauckham
Richard John Bauckham (Londra, 1946) è un biblista e teologo inglese.

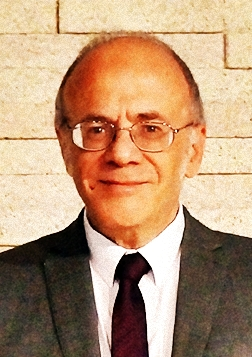
Richard Bauckham

Bauckham, esperto in Cristologia del Nuovo Testamento e studioso del Vangelo secondo Giovanni.

## Biografia
Bauckham ha frequentato la Università di Cambridge. È stato professore di Teologia presso l'Università di Leeds (1976-1977) e di Storia del pensiero cristiano presso l'Università di Manchester (1977-1992). È stato poi professore presso l'Università di St. Andrews, a Fife, in Scozia (1992-1997).

## Opere
La sua opera principale è Jesus and the Eyewitnesses: The Gospels as Eyewitness Testemony (2006), ristampato in seconda edizione nel 2017 e pubblicato in Italia come Gesù ed i testimoni oculari.
- 2 Peter, Jude (1983), Word Biblical Commentary, Thomas Nelson.
- Jude and the Relatives of Jesus in the Early Church (1990), T&T Clark.
- The Theology of the Book of Revelation (1993), Cambridge University Press.
- The Theology of Jürgen Moltmann (1995), T&T Clark.
- James : Wisdom of James, Disciple of Jesus the Sage (1999), New Testament Readings.
- Bible and Mission: Christian Mission in a Postmodern World (2003).
- Jesus and the Eyewitnesses: The Gospels as Eyewitness Testimony (2006).[3]
- Tr. it. Gesù e i testimoni oculari (2010), Edizioni GBU.
- The Testimony of the Beloved Disciple: Narrative, History, and Theology in the Gospel of John (2007).
- Jesus and the God of Israel: God Crucified and Other Studies on the New Testament's Christology of Divine Identity (2008).
- Bible and Ecology: Rediscovering the Community of Creation (2010).
- Jesus: A Very Short Introduction (2011).
- Tr. it. Il Gesù dei Vangeli (2015), Edizioni GBU.
- Living with Other Creatures: Green Exegesis and Theology (2011).
- Gospel of Glory: Major Themes in Johannine Theology (2015).
- The Bible in the Contemporary World: Hermeneutical Ventures (2016).